# Pseudoeryx plicatilis
Pseudoeryx plicatilis (південноамериканська ставкова змія) — вид змій родини полозових (Colubridae). Мешкає в Південній Америці.

## Підвиди
Виділяють чотири підвиди:
- Pseudoeryx plicatilis mimeticus Cope, 1885 — Болівійська Амазонія.
- Pseudoeryx plicatilis plicatilis (Linnaeus, 1758) — Амазонія, басейн Парагваю.

## Поширення і екологія
Південноамериканські ставкові змії широко поширені на сході Колумбії, Еквадору, Перу і Болівії, в Бразилії, Венесуелі, Гаяні, Суринамі, Французькій Гвіані, в Парагваї та на півночі Аргентини. Вони живуть у вологих тропічних лісах Амазонії, в заростях Чако і Серрадо та на болотах Пантаналу, на висоті до 400 м над рівнем моря. Ведуть денний, водний спосіб життя, живляться рибою і амфібіями. Самиці відкладають яйця.